# جون بيتر (مؤرخ)
جون بيتر (بالإنجليزية: John Angus)‏ هو مؤرخ نيوزيلندي، ولد في 1948، وتوفي في 10 يناير 2015 في Clyde, New Zealand ‏ في نيوزيلندا.